# Jasan (jméno)
Jasan je mužské křestní jméno slovanského původu. Vykládá se jako klidný, jasný. Nazývá se tak několik druhů stromů.

## Jiné varianty
- Jasen – bulharsky, chorvatsky, slovinsky

## Známí nositelé
- Jasan Zoubek – český výtvarník a sochař, syn Olbrama Zoubka
- Jasen Fisher – americký herec
- Yasen Peyankov – bulharský herec
- Jasan Rubeš – syn herce Anthonyho Deana Rubeše